# Twicecoaster: Lane 1
Twicecoaster: Lane 1 (также стилизуется как TWICEcoaster: Lane 1 или TWICEcoaster: LANE 1) — третий мини-альбом южнокорейской гёрл-группы Twice. Был выпущен 24 октября 2016 года на лейблах JYP Entertainment и KT Music. Он состоит из семи песен, включая главный сингл «TT», спродюсированный дуэтом Black Eyed Pilseung, которые также были продюсерами предыдущих хитов группы — «Like OHH-AHH» и «Cheer Up».

## Написание и релиз
10 октября 2016 года JYP опубликовали на своём официальном сайте и в социальных сетях информацию о начале промоушена нового материала, который начнётся в этот же день и продолжится до момента выхода альбома — 24 октября. В течение нескольких дней были выпущены интро-видео, трек-лист альбома и промо-фото девушек в его поддержку. Планировалось выпустить две версии альбома — абрикосовую и неоно-малиновую, которые обозначают официальные цвета группы. В полночь с 17 по 19 октября были выпущены индивидуальные промо-видео с каждой участницей. 20 октября был выпущен первый тизер к видеоклипу «ТТ» с мальчиком и девочкой в хэллоуинских костюмах.
20 октября у группы прошла трансляция в приложении Naver V в честь их первой годовщины с момента дебюта, и в 22:30 по корейскому времени они выпустили песню «One in a Million», посвящённую своим поклонникам. Ровно в полночь состоялась премьера второго тизера на клип «ТТ». 22 октября было объявлено, что у будущего альбома есть девять обложек с каждой участницей группы. На следующий день группа выпустила тизер всех песен со своего альбома, где были подписаны авторы и композиторы нового материала. Они также загрузили фотографию с отрывком хореографии «ТТ» на свой официальный сайт. Альбом был выпущен на следующий день. Он также стал доступен для цифровой загрузки на многих музыкальных порталах.

## Музыкальное видео
Главными режиссёрами видеоклипа на сингл «ТТ» стала команда Naive, которые уже снимали предыдущие клипы группы на синглы «Like OHH-AHH» и «Cheer Up». За первые сутки видео набрало свыше 5 миллионов просмотров, а потом установило рекорд всего за 40 часов, сделав Twice единственной к-поп группой, которые смогли достигнуть отметки в 10 миллионов просмотров за такой короткий промежуток времени. Затем клип побил ещё один рекорд, набрав 20 миллионов за 114 часов (4 дня и 18 часов).
В клипе участницы показывают свою индивидуальность и различных популярных персонажей через косплей Хэллоуина: Чонён и Момо исполнили роли Пиноккио и Динь-динь соответственно; Дахён стала Белым Кроликом из Алисы в стране чудес, пока Сана была Убивашкой из серии комиксов Мордобой. Чеён стала русалкой, а Наён милым дьяволом. Мина стала женской версией пирата Капитана Джека Воробья из серии фильмов Пираты Карибского моря. У Чжихё и Цзыюй было противопоставление концептов: Чжихё стала Эльзой из Холодного сердца, а Цзыюй загадочным вампиром в тёмном платье.

## Промоушен
24 октября группа провела свой шоукейс в честь выхода нового альбома в Сеуле. Они выступили с песнями со своих предыдущих альбомов: «Like OOH-AHH», «Do It Again», «Precious Love», «Cheer Up» и «Candy Boy». Они также впервые представили «Jelly Jelly», «One in a Million» и «ТТ».
27 октября состоялся камбэк группы на сцену на шоу M Countdown перед публикой в 10 000 зрителей, а трансляция велась в 13 странах. 28 октября состоялось выступление на Music Bank, 29 октября на Snow! Music Core, а 1 ноября группа выступила на The Show, где одержала первую победу с «ТТ». 2 ноября Twice выступили на шоу Show Champion, где они вновь победили с новым синглом. Их финальный камбэк состоялся 6 ноября на Inkigayo. Каждый раз группа выступала с «ТТ» и «1 TO 10».
27 ноября группа впервые выступила с «Jelly Jelly» на телевидении в эпизоде Inkigayo.
19 декабря состоялся выход рождественской версии альбома. В феврале 2017 года состоится релиз ещё одного специального издания.

## Коммерческий успех
31 октября 2016 года было объявлено, что продажи альбома за первую неделю составили свыше 165 000 копий, сделав Twice самой продаваемой женской к-поп группой в 2016 году. Всего за 7 дней новой пластинке удалось перепродать предыдущий мини-альбом «Page Two».
В мировом альбомном чарте Billboard альбом попал на третье место, а заглавный сингл «ТТ» дебютировал в сингловом на 2 месте.
22 ноября продажи составили свыше 200 000 копий, что сделало группу единственным женским к-поп коллективом, что смогли добиться такого результата с 2014 по 2016 годы.

## Список композиций
| №                   | Название            | Текст песни               | Музыка                                                     | Arrangement                        | Длительность |
| ------------------- | ------------------- | ------------------------- | ---------------------------------------------------------- | ---------------------------------- | ------------ |
| 1.                  | «TT»                | Sam Lewis                 | Black Eyed Pilseung                                        | Rado                               | 3:34         |
| 2.                  | «1 to 10»           | Chloe Noday               | Noday Chloe                                                | Noday Chloe                        | 2:56         |
| 3.                  | «Ponytail»          | Lee Sin-seong ZigZag Note | ZigZag Note                                                | ZigZag Note Noh Eun-jong           | 3:27         |
| 4.                  | «Jelly Jelly»       | Joul                      | east4A Ashley Mounts Kim Hee-deok                          | east4A                             | 3:32         |
| 5.                  | «Pit-A-Pat»         | Yorkie Kang Ji-won        | Kang Ji-won Im Kwang-uk                                    | Im Kwang-uk Kang Ji-won            | 3:27         |
| 6.                  | «Next Page»         | Maeel                     | Joe J. Lee "Kairos"                                        | Joe J. Lee "Kairos" Hobyn "K.O" Yi | 2:57         |
| 7.                  | «One in a Million»  | mr.cho                    | Sebastian Thott Didrik Thott Andreas Öberg Danielle Senior | Sebastian Thott                    | 2:55         |
| Общая длительность: | Общая длительность: | Общая длительность:       | Общая длительность:                                        | Общая длительность:                | 22:48        |

## Чарты

### Еженедельные чарты
| Чарт (2016)                 | Позиция |
| --------------------------- | ------- |
| Japanese Albums (Oricon)    | 10      |
| South Korean Albums (Gaon)  | 1       |
| US World Albums (Billboard) | 3       |

### Годовой итоговый чарт
| Чарты (2016)               | Позиция |
| -------------------------- | ------- |
| South Korean Albums (Gaon) | 5       |

| Чарты (2017)               | Позиция |
| -------------------------- | ------- |
| Japanese Albums (Oricon)   | 96      |
| South Korean Albums (Gaon) | 84      |

## Награды и номинации
| Год  | Премия                  | Категория     | Результат | Ссылка |
| ---- | ----------------------- | ------------- | --------- | ------ |
| 2017 | 31st Golden Disk Awards | Альбом Бонсан | Номинация |        |

### Музыкальные программы
| Песня | Программа     | Дата           |
| ----- | ------------- | -------------- |
| «TT»  | The Show      | 1 ноября 2016  |
| «TT»  | Show Champion | 2 ноября 2016  |
| «TT»  | M Countdown   | 3 ноября 2016  |
| «TT»  | M Countdown   | 10 ноября 2016 |
| «TT»  | Music Bank    | 4 ноября 2016  |
| «TT»  | Music Bank    | 11 ноября 2016 |
| «TT»  | Music Bank    | 18 ноября 2016 |
| «TT»  | Music Bank    | 25 ноября 2016 |
| «TT»  | Music Bank    | 2 декабря 2016 |
| «TT»  | Inkigayo      | 6 ноября 2016  |
| «TT»  | Inkigayo      | 13 ноября 2016 |
| «TT»  | Inkigayo      | 20 ноября 2016 |

## История релиза
| Страна                     | Дата            | Формат               | Лейбл                       |
| -------------------------- | --------------- | -------------------- | --------------------------- |
| Южная Корея, по всему миру | 24 октября 2016 | Цифровая дистрибуция | JYP Entertainment, KT Music |
| Южная Корея                | 24 октября 2016 | CD                   | JYP Entertainment, KT Music |